# Vernířovice

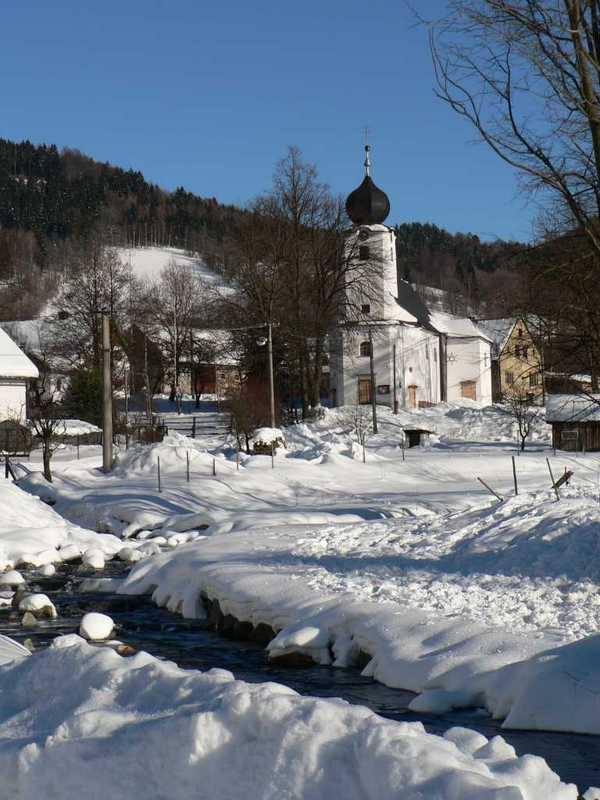
Kirche des hl. Matthäus

Vernířovice (deutsch Wermsdorf) ist eine Gemeinde in Tschechien. Sie liegt 13 Kilometer nordöstlich von Šumperk und gehört zum Okres Šumperk. Die Gemeinde ist Mitglied im Gemeindeverband Svazek obcí údolí Desné.

## Geographie
Das Dorf erstreckt sich im Südwesten des Altvatergebirges im Tal des Flüsschens Merta und seines Zuflusses Kamenný potok (Krüllbach).
Nördlich erheben sich die Rudná hora (Erzberg, 914 m), der Mravenečník (Ameisenhübel bzw. Brünnlberg, 1342 m), Vřesník (Breiter Kamm, 1342 m), im Nordosten der Velký Máj (Maiberg, 1385 m), Jelení hřbet (Hirschkamm, 1367 m) und Břidličná hora (Schieferhaide, 1358 m). Ebenfalls nordöstlich liegt das Pumpspeicherwerk Dlouhé stráně.
Nachbarorte sind Sedmidvory im Norden, Klepáčov im Südosten, Rudoltice und Sobotín im Süden, Štětínov und Terezín im Südwesten, Ludvíkov, Velké Losiny und Maršíkov im Westen sowie Filipová im Nordwesten.

## Geschichte
Die erste schriftliche Erwähnung des Ortes stammt aus dem Jahre 1558. Zu dieser Zeit lag das zur Herrschaft Groß Ullersdorf gehörige Dorf wüst. Zwanzig Jahre später veranlassten die Herren von Zierotin die Wiederbesiedlung des Bergorts. In der Umgebung von Wermsdorf wurde Hämatit abgebaut, das in der Zöptauer Eisenhütte verarbeitet wurde.
1678 stahl am Palmsonntag die Wermsdorfer Bettlerin Marina Schuch in der Zöptauer Kirche während der Kommunionsfeier die Hostien. Dieser Vorfall bildete den Anlass für die Hexenprozesse von Groß Ullersdorf.
Im Jahre 1785 wurde eine Papiermühle errichtet. Nach der Aufhebung der Patrimonialherrschaften bildete Wermsdorf/ Teplice ab 1850 mit den Ortsteilen Schwagersdorf, Siebenhäuser, Freiheitsberg und Sensenzipfel eine Gemeinde im Bezirk Mährisch Schönberg und Gerichtsbezirk Wiesenberg. Zu Ende des 19. Jahrhunderts fand neben Teplice und Šumberská Teplice auch der heutige Name Vernířovice erstmals Verwendung. 1921 wurde er zum amtlichen tschechischen Namen. 1930 lebten in Wermsdorf 964 Menschen.
Nach dem Münchner Abkommen wurde die Gemeinde 1938 dem Deutschen Reich angeschlossen und gehörte bis 1945 zum Landkreis Mährisch Schönberg. 1939 hatte die Gemeinde 861 Einwohner. Nach dem Zweiten Weltkrieg erfolgte die Vertreibung der deutschen Bewohner.
In den 1950er Jahren brannte die stillgelegte Papiermühle nieder. 1975 wurde Vernířovice nach Sobotín eingemeindet. Seit 1994 besteht die Gemeinde wieder.

## Gemeindegliederung
Für die Gemeinde Vernířovice sind keine Ortsteile ausgewiesen. Zu Vernířovice gehört die Ansiedlung Sedmidvory (Siebenhöfen) und Kosaře (Sensenzipfel) sowie die Wüstung Švagrov (Schwagersdorf).

## Sehenswürdigkeiten
- Kirche des hl. Matthäus, die Kirche entstand 1776 durch Erweiterung einer 1711 errichteten Friedhofskapelle. Im darauf folgenden Jahre wurde sie zur Pfarrkirche erhoben. 1837 und 1851 erfolgten Erweiterungen und Umbauten.
- Naturdenkmal PP Zadní Hutisko, an der Merta, nordöstlich des Dorfes, zweitgrößtes Specksteinvorkommen in Tschechien
- Naturreservat PR Bučina, ein Buchenurwald mit großer Ameisenpopulation, am Hirschbrünnl (Jelení studánka) nordöstlich des Dorfes
- Reste früheren Bergbaus und Ökolehrpfad in Švagrov

## Söhne und Töchter der Gemeinde
- Rudolf Buchner (1894–1962), österreichischer Maler und Graphiker